# 扎季基
50°36′5″N 28°48′16″E / 50.60139°N 28.80444°E
扎季基（烏克蘭語：Жадьки）是烏克蘭北部的村莊，隸屬日托米爾州的日托米爾區。該村始建於1625年，面積3.23平方公里，海拔高度195米，2001年人口603，人口密度每平方公里186.92人。